# John Nelson (chef d'orchestre)
Pour les articles homonymes, voir John Nelson et Nelson.
John Nelson, né le 6 décembre 1941 à San José (Costa Rica) et mort le 31 mars 2025 à Chicago, est un chef d'orchestre américain.

## Biographie
John Nelson commence le piano à l'âge de 7 ans.
A l'âge de 12 ans, il déménage aux Etats-Unis, d'abord en Floride puis dans l'Illinois.
Il fait ses études à la Juilliard School, à New York, où il remporte le prix Irving-Berlin de direction d’orchestre. Après une carrière aux États-Unis, il rejoint Paris où il a occupé le poste de directeur musical de l'Ensemble orchestral de Paris de 1998 à 2009.
Il meurt le 31 mars 2025 à Chicago.

## Discographie sélective
- George Frideric Handel, Semele, Kathleen Battle, Marilyn Horne, Samuel Ramey, John Aler, Sylvia McNair, Michael Chance, Ambrosian Opera Chorus, English Chamber Orchestra, CD Deutsche Grammophon Gesellschaft, 1992.

- Berlioz : Béatrice et Bénédict, Vincent Le Texier, Don Pedro, Gilles Cachemaille, Claudio, Jean-Luc Viala, Bénédict, Philippe Magnant, Léonato, Sylvia McNair, Hero, Susan Graham, Béatrice, Catherine Robbin, Ursule, Gabriel Bacquier, Somarone, Choeurs et Orchestre de l'Opéra de lyon, conducted by John Nelson. 2 CD Warner classics Erato 1992 report 2011.
- Henryk Górecki : Beatus vir et Totus tuus. CD Decca Records 1993.
- Berlioz : Benvenuto Cellini, Gregory Kunde, Benvenuto Cellini, Patrizia Ciofi, Teresa, Laurent Naouri, Balducci, Joyce DiDonato, Ascanio, Jean-François Lapointe, Fieramosca, Renaud Delègue, Le Pape Clément VII, Choeur de Radio France, Orchestre National de France, conducted by John Nelson. 3 CD Warner classics Erato 2004 report 2011.
- Berlioz : Te Deum, Roberto Alagna, Marie Claire Alain, orgue, Chœur de l'Orchestre de Paris, Orchestre de Paris, Dir, John Nelson. CD Virgin classics 2001 report Warner classics 2013.
- Jean-Sébastien Bach : Messe en si à Notre Dame de Paris, Ruth Ziesak, Joyce DiDonato, Daniel Taylor, Paul Agnew, Dietrich Henschel. DVD Virgin classics 2006.
- Berlioz : Les Troyens, Joyce DiDonato, Didon, Marie-Nicole Lemieux, Cassandre, Stéphane Degout, Chorèbe, Michael Spyres, Enée, Cyrille Dubois, Iopas, Mariane Crebassa, Ascagne, Nicolas Courjal, Narbal, Les Chœurs de l'Opéra National du Rhin, Badischer Staatsopenchor, Orchestre philharmonique de Strasbourg, Dir. John Nelson. 4 CD + 1 DVD Warner 2017. Diapason d'or, Choc de Classica, 4F de Télérama, Gramophone Record of the Year, Meilleur enregistrement de l'année 2019 aux Victoires de la Musique Classique.
- Berlioz : Requiem, Michael Spyres, ténor, London Philharmonic Choir, Philharmonia Chorus, Philharmonia Orchestra, conducted by John Nelson. 1 CD + 1 DVD Warner classics Erato 2019. Choc de Classica.
- Berlioz : La Damnation de Faust,  Michael Spyres, Faust, Joyce DiDonato, Marguerite, Nicolas Courjal, Méphistophélès, Alexandre Duhamel, Brander, Les Petits Chanteurs de Strasbourg, Maitrise de l'Opéra national du Rhin, Orchestre philharmonique de Strasbourg, Dir. John Nelson. 2 CD + 1 DVD Warner classics 2019. Diapason d'or / Arte, 4F de Télérama.
- Saint-Saëns, Concerto pour violoncelle et orchestre n°1, Lalo, Concerto pour violoncelle et orchestre, Fauré, Élégie, Boëllmann, Variations symphoniques. Marc Coppey, violoncelle, Orchestre philharmonique de Strasbourg, dir. John Nelson. CD Audite 2021
- Berlioz, Harold en Italie, Timothy Ridout, violon alto, Les nuits d’été, Michael Spyres, Orchestre Philharmonique de Strasbourg, dir. John Nelson. CD Erato 2022.